# シュコダ・ファビア
ファビア (Fabia) は、チェコ共和国の自動車メーカー、シュコダ・オートにより製造・販売されている小型乗用車である。

## 初代 6Y系 (1999年 – 2007年)
1999年に5ドアハッチバックが発売。後にコンビ（ステーションワゴン）が2000年、セダンが2001年にラインアップへ加わっている。
親会社のフォルクスワーゲンとの連携によって開発された車種で、フォルクスワーゲン・ポロ、セアト・イビーサなどとプラットフォームを共有する。コンポーネントのほとんどがフォルクスワーゲン由来でありながらも、フォルクスワーゲングループの他のモデルよりも安価で提供された（最廉価版はフォルクスワーゲン・ルポよりも安かった）ことがファビアの成功の一因となった。

### エンジン
- 1.2L 直3 6v HTP ガソリン 40kW
- 1.2L 直3 12v HTP ガソリン 47kW
- 1.4L 直4 16v ガソリン 55kW ※4ATも用意
- 1.4L 直4 16v ガソリン 74kW
- 2.0L 直4 8v ガソリン 85kW
- 1.4L 直3 TDI ディーゼル 51kW
- 1.4L 直3 TDI ディーゼル 59kW
- 1.9L 直4 TDI ディーゼル 74kW
- 1.9L 直4 TDI ディーゼル 96kW

1.2L HTP（High Torque Performanceの略）エンジンは元々ファビア専用に開発されたが、高い評価を受けて後にフォルクスワーゲン・ポロにも使用されることとなる。また、かつては1.4L OHV 8v MPIエンジンも搭載されていた。これはファヴォリット (Favorit) などに搭載されていた1.3Lエンジンの改良版で、フォルクスワーゲン傘下に入る前に開発されたものであるが、基本設計の古さゆえに性能向上が難しく、また将来の排ガス規制に対応できないことから2003年にカタログ落ちした。
1.9L TDI 96kWは6MTと組み合わせられて高性能グレードのRSに搭載される。ちなみにファビアRSはディーゼル版のみでガソリン版が存在しない最初のホットハッチモデルである。

## 2代目 5J系 (2007年 – 2014年)
2007年3月のジュネーブ・モーターショーにて世界初公開された。外寸は先代からわずかに拡大されて全長3,992mm×全幅1,642mm×全高1,498mmとなっている。フォルクスワーゲン・ポロやセアト・イビサ、アウディ・A1とプラットフォームを共有する。スタイリングはルームスターと同様のフロントノーズが与えられているが、スズキ・スイフトとの類似性も指摘されている。

### エンジン
- 1.2L 直3 6v HTP ガソリン 44kW
- 1.2L 直3 12v HTP ガソリン 51kW
- 1.4L 直4 16v ガソリン 63kW
- 1.6L 直4 16v ガソリン 77kW ※オプションでティプトロニック付6ATも用意
- 1.4L 直3 TDI ディーゼル 51kW
- 1.4L 直3 TDI ディーゼル 59kW
- 1.9L 直4 TDI ディーゼル 77kW

## 3代目 NJ系 (2014年 – 2021年)
2014年 パリモーターショーでデビュー。
モータースポーツへの参加も継続して活発に行われており、WRC2やヨーロッパラリー選手権などのラリー競技に、3代目ファビアをベースとしたFIA-R5車両（シュコダ・ファビアR5）がプライベーター向けに販売されている。
日本でもCUSCOの炭山裕矢がアジアパシフィックラリー選手権（APRC）王者を獲得。2021年には全日本ラリー選手権にも登場し、福永修が2勝を飾っている。
2019年にフェイスリフトを受けた。